# Курилово (Талдомский городской округ)
Курилово — деревня в Талдомском районе Московской области России, входит в состав сельского поселения Ермолинское. Население — 4 чел. (2010).

## География
Расположена на севере Московской области, в восточной части Талдомского района, примерно в 22 км к востоку от центра города Талдома, с которым связана прямым автобусным сообщением. Западнее деревни протекает река Хотча, восточнее — река Кильма. Ближайшие населённые пункты — деревни Головачево, Павловское и Пенское.

## Население
| 1859 | 1888 | 1926 | 2002 | 2006 | 2010 |
| ---- | ---- | ---- | ---- | ---- | ---- |
| 87   | ↗143 | ↗145 | ↘0   | ↗4   | →4   |

## История
В «Списке населённых мест» 1862 года — владельческая деревня 2-го стана Калязинского уезда Тверской губернии между Дмитровским и Углицко-Московским трактами, в 51 версте от уездного города и 17 верстах от становой квартиры, при колодце, с 18 дворами и 87 жителями (69 мужчин, 18 женщин).
По данным 1888 года входила в состав Семёновской волости Калязинского уезда, проживало 143 человека (63 мужчины, 80 женщины).
По материалам Всесоюзной переписи населения 1926 года — деревня Бибиковского сельского совета Семёновской волости Ленинского уезда Московской губернии, в 10,7 км от шоссе Углич — Сергиев и 17,1 км от станции Талдом Савёловской железной дороги, проживало 145 жителей (66 мужчин, 79 женщин), насчитывалось 30 хозяйств, среди которых 25 крестьянских.
С 1929 года — населённый пункт в составе Ленинского района Кимрского округа Московской области.
Постановлением ЦИК и СНК от 23 июля 1930 года округа как административно-территориальные единицы были ликвидированы. Постановлением Президиума ВЦИК от 27 декабря 1930 года городу Ленинску было возвращено историческое наименование Талдом, а район был переименован в Талдомский.
1930—1934 гг. — деревня Бибиковского сельсовета Талдомского района.
1934—1936 гг. — деревня Бучевского сельсовета Талдомского района.
1936—1952 гг. — деревня Апсаревского сельсовета Талдомского района.
1952—1954 гг. — деревня Разорёно-Семёновского сельсовета Талдомского района.
1954—1963, 1965—1994 гг. — деревня Николо-Кропоткинского сельсовета Талдомского района.
1963—1965 гг. — деревня Николо-Кропоткинского сельсовета Дмитровского укрупнённого сельского района.
1994—2004 гг. — деревня Николо-Кропоткинского сельского округа Талдомского района.
2004—2006 гг. — деревня Ермолинского сельского округа Талдомского района.
С 2006 г. — деревня сельского поселения Ермолинское Талдомского муниципального района Московской области.